# L (album, Steve Hillage)
L je druhé sólové studiové album britského kytaristy Stevea Hillage, vydané v roce 1976 u vydavatelství Virgin Records. Jeho producentem byl Todd Rundgren a album bylo nahráno ve studiu Secret Sound v newyorském Woodstocku od května do června 1976. Tři z šesti písní na albu jsou coververze; první z nich je „Hurdy Gurdy Man“, „Om Nama Shivaya“ jejíž autory jsou Kesar Singh Nariula a Uma Nanda a na posledním místě je „It's All Too Much“ od skupiny The Beatles.

## Seznam skladeb
| Pořadí | Název                 | Autor                           | Délka |
| ------ | --------------------- | ------------------------------- | ----- |
| 1.     | Hurdy Gurdy Man       | Donovan                         | 6:32  |
| 2.     | Hurdy Gurdy Glissando | Miquette Giraudy, Steve Hillage | 8:54  |
| 3.     | Electrick Gypsies     | Hillage                         | 6:24  |
| 4.     | Om Nama Shivaya       | Kesar Singh Nariula, Uma Nanda  | 3:33  |
| 5.     | Lunar Musick Suite    | Giraudy, Hillage                | 11:59 |
| 6.     | It's All Too Much     | George Harrison                 | 6:26  |

## Obsazení
- Steve Hillage – kytara, zpěv, syntezátory, shehnai
- Miquette Giraudy – klávesy, zpěv
- Roger Powell – klavír, syntezátory
- Kasim Sulton – baskytara
- John Wilcox – bicí
- Don Cherry – trubka, zpěv, tambura, zvon
- Larry Karush – tabla
- Sonja Malkine – niněra